# Parafia św. Jakuba Starszego Apostoła w Podegrodziu

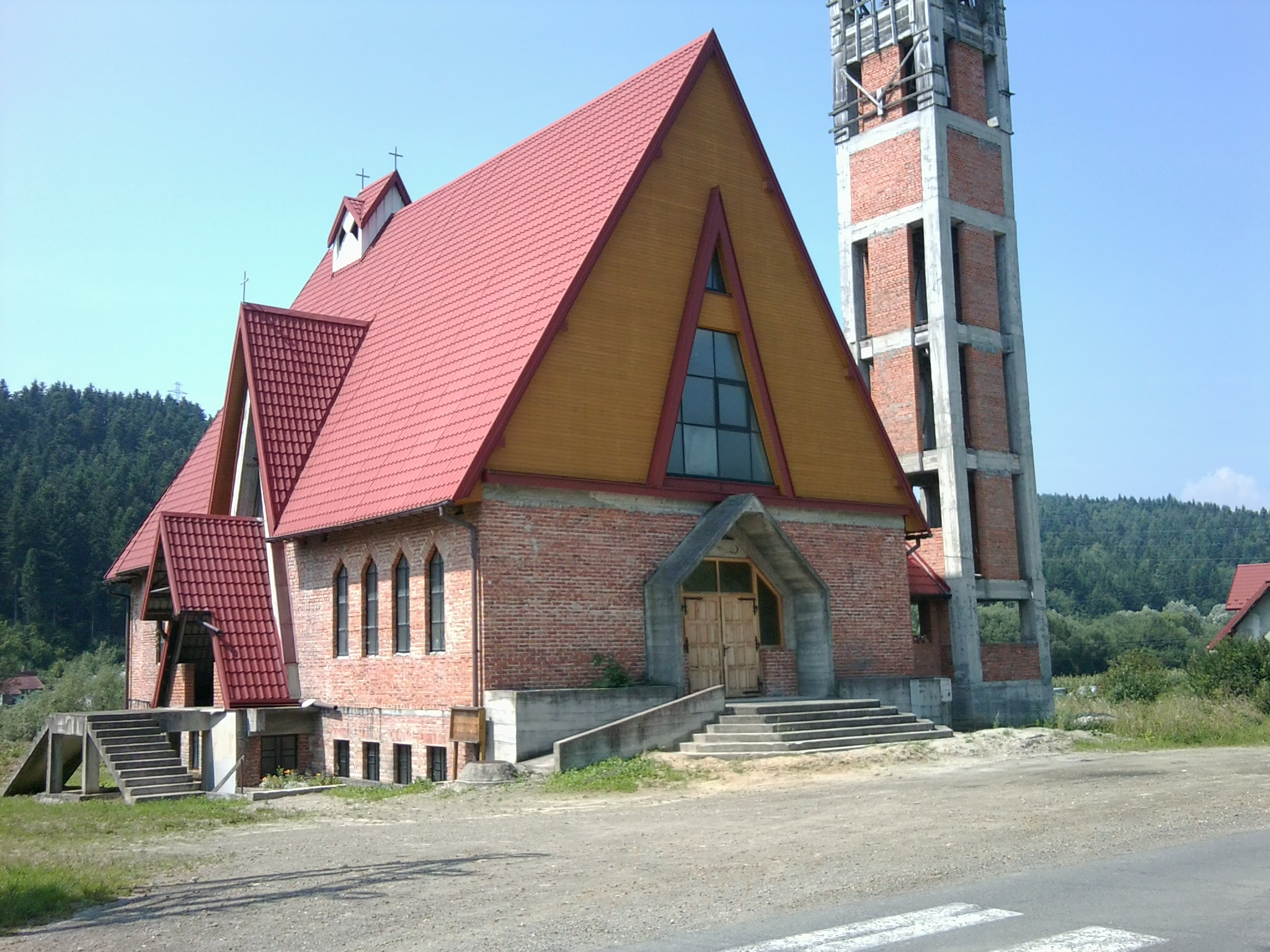
Kościół św. Urszuli Ledóchowskiej

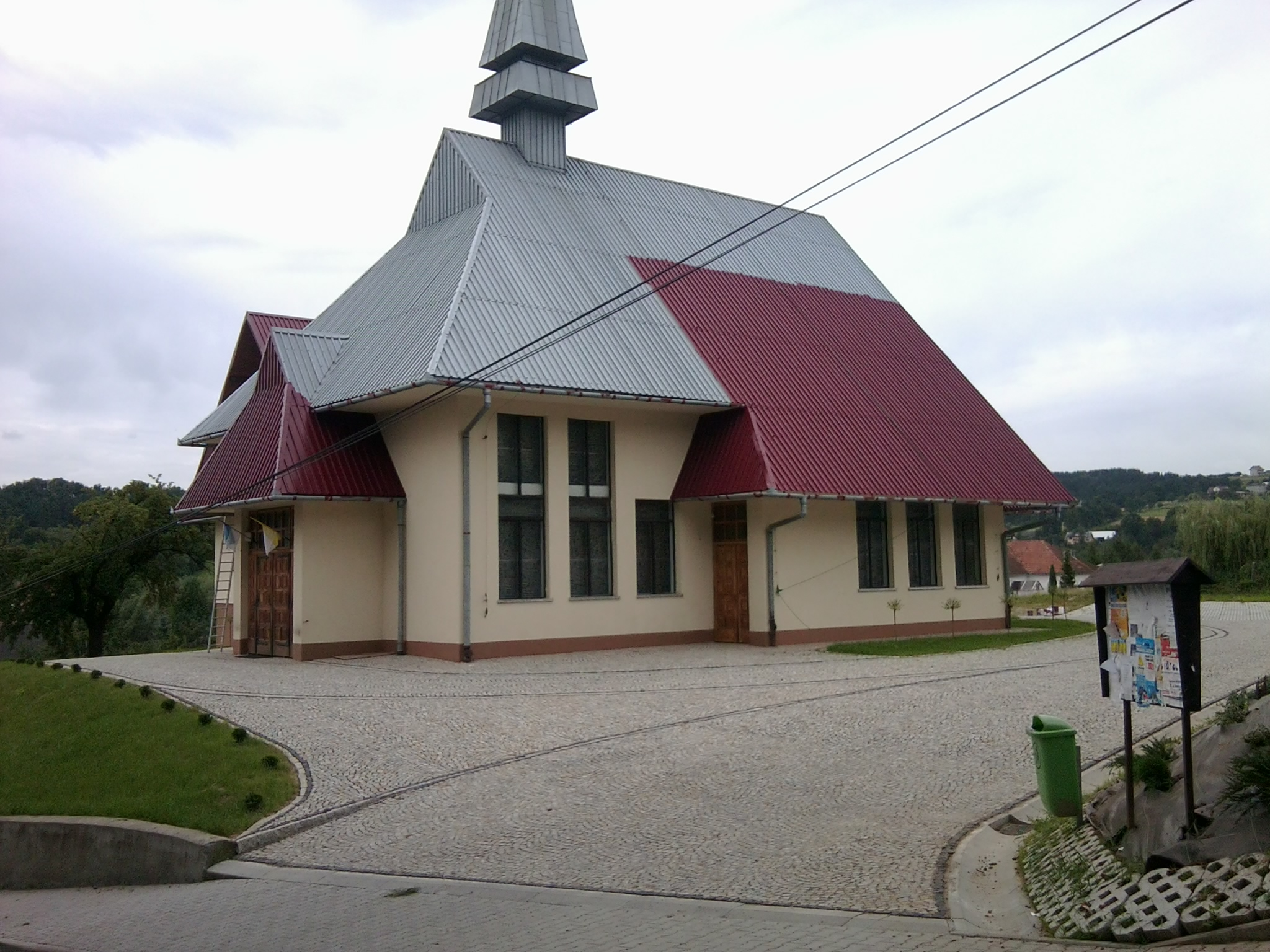
Kaplica św. Józefa

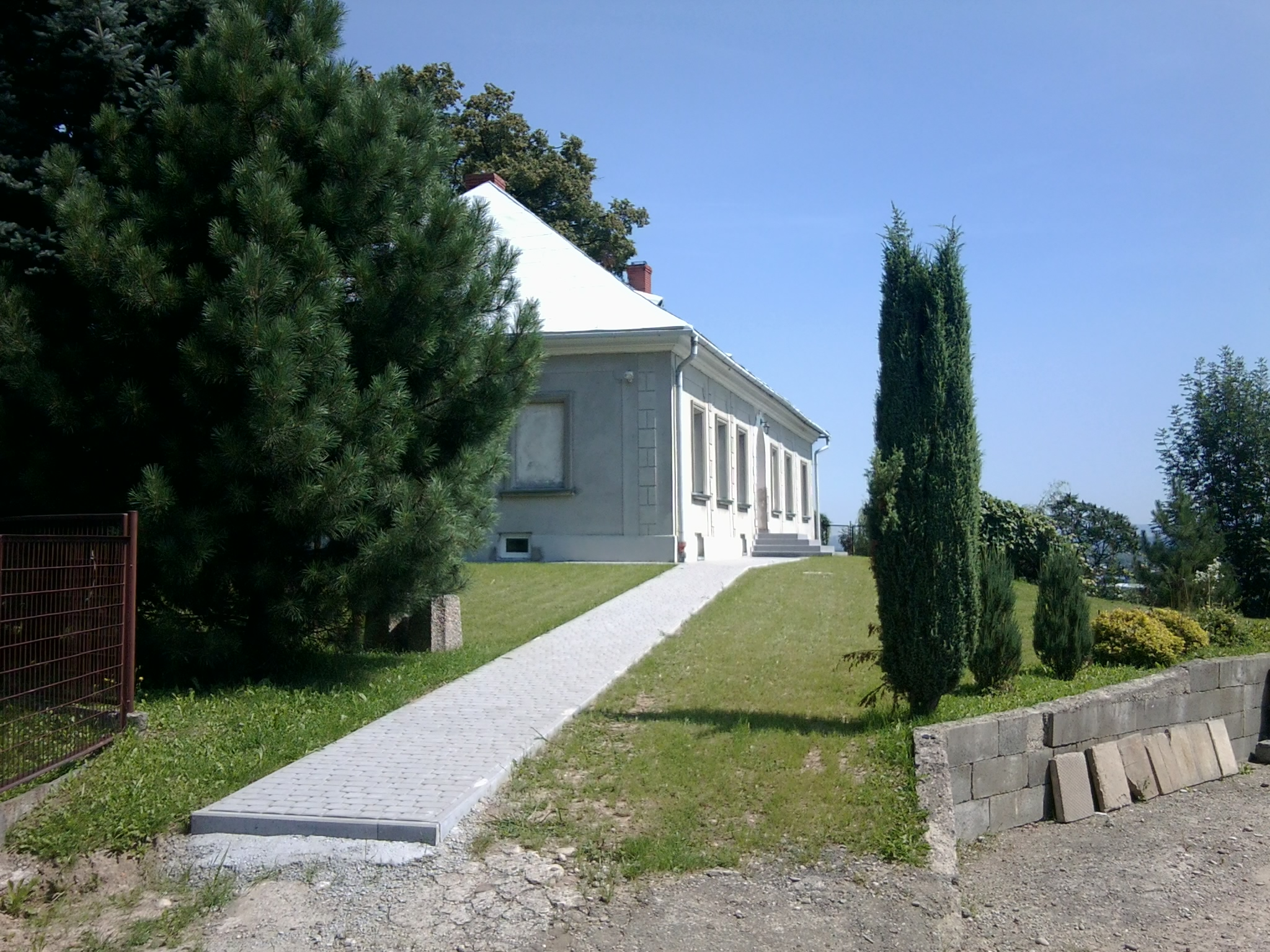
„Stara Plebania”

Parafia Świętego Jakuba Starszego Apostoła w Podegrodziu – parafia rzymskokatolicka znajdująca się w diecezji tarnowskiej, w dekanacie Stary Sącz. 
Jedna z najstarszych parafii, datowana na 1014 rok. Parafia Podegrodzie była niegdyś parafią dość rozległą, sięgającą od Gabonia po Wysokie.
Z parafii pochodzi św. ojciec Stanisław Papczyński – założyciel zakonu księży Marianów, żyjący w latach 1631–1701.

## Historia
W 1014 roku oprócz grodów na Zamczysku i Grobli, istniała też parafia, kościół (datowany na ten sam rok) i Podgrodzie. Kolejne wzmianki o parafii pochodzą z 1310. W 1448 biskup krakowski Zbigniew Oleśnicki podniósł parafię św. Małgorzaty w Nowym Sączu do rangi kolegiaty i utworzył archidiakonat Sądecki. Jako jego uposażenie wyznaczył parafię w Podegrodziu, a ta tym samym przestała być jednostką samodzielną. 
Na początku XVI wieku przyłączona została parafia Długołęka. W 1925 wyłączono i utworzono parafie: Gołkowice i Trzetrzewina, zaś w 1958 Brzeznę. Szkołę parafialną założono w 1596 r. Kronika parafialna prowadzona jest od 1651 r., natomiast księgi matrymonialne od roku 1664. W 1791 administrację w parafii przejęli proboszczowie.

## Proboszczowie
- ks. Antoni Nawrocki (1786–1822)[3]
- ks. Kazimierz Roszkowicz (1825–1841)[3]
- ks. Wojciech Komorek (1842–1847)[3]
- ks. Jan Kundt (1848–1857)[3]
- ks. Wojciech Grzegorzek (1858–1875)[3]
- ks. Antoni Józef Antałkiewicz (1876–1883)[3]
- ks. Jan Oleksik (1893–1928)[3]
- ks. Jan Pabian (1928–1942)[3]
- ks. Józef Młynarczyk (1942–1963)[3]
- ks. Józef Nowak (1963–1982)[3]
- ks. mgr Józef Alberski (28 grudnia 1982 – 7 września 1998)[3]
- ks. mgr Józef Wałaszek (1998 – 10 sierpnia 2024)[3]
- ks. mgr Artur Mularz (od 10 sierpnia 2024)[4]

## Ważniejsze obiekty sakralne w parafii

### Kościoły
- Kościół św. Jakuba
- Kościół św. Urszuli Ledóchowskiej – budowany aktualnie kościół pomocniczy w Naszacowicach[5].

### Kaplice
- Kaplica św. Józefa – kaplica mszalna znajdująca się w Gostwicy, wybudowana w latach 1982–1994, z inicjatywy ówczesnego proboszcza ks. Józefa Alberskiego[6].
- Kaplica św. Anny
- Kaplica św. Stanisława Papczyńskiego
- Kaplica Świętej Trójcy
- Kaplica św. Sebastiana
- Kaplica św. Zofii
- Kaplica Matki Boskiej Częstochowskiej
- Kaplica Jezusa Chrystusa Frasobliwego
- Kaplica Męki Pańskiej
- Kaplica św. Jana Nepomucena
- Kaplica Matki Boskiej Anielskiej

## Grupy i wspólnoty
Parafia posiada liczne grupy i wspólnoty. Najważniejsze z nich to:
- Liturgiczna Służba Ołtarza
- Dziewczęca Służba Maryjna
- Katolickie Stowarzyszenie Młodzieży
- Róże Żywego Różańca
- Akcja Katolicka
- Caritas

## Biblioteka parafialna
Biblioteka parafialna w parafii powstała w 1999 roku. Wtedy to z inicjatywy ks. proboszcza Józefa Wałaszka rozpoczęły się prace związane z zorganizowaniem Biblioteki Parafialnej. Pierwszy księgozbiór opierał się na książkach ofiarowanych przez ks. proboszcza i liczył 1200 książek. Obecny księgozbiór liczy 6048 woluminów.